# Microtropis reticulata
Microtropis reticulata là một loài thực vật có hoa trong họ Dây gối. Loài này được Dunn mô tả khoa học đầu tiên năm 1909.